# Pfalzweyer
Pfalzweyer (Pfàlzweier en francique rhénan et en alsacien) est une commune française d’un peu plus de 300 habitants située dans la circonscription administrative du Bas-Rhin et, depuis le 1er janvier 2021, dans le territoire de la Collectivité européenne d'Alsace, en région Grand Est.
Cette commune se trouve dans la région historique et culturelle d'Alsace et fait partie du parc naturel régional des Vosges du Nord.

## Géographie

### Localisation
Le village est situé en Alsace Bossue en limite directe avec la Moselle, puisque sur les quatre communes voisines, une seule est en Alsace (Eschbourg à l'est), et trois sont en Lorraine (Hangviller au nord, Berling à l’ouest, et Vilsberg au sud).

### Communes limitrophes
| Hangviller (Moselle) | Schœnbourg Hangviller (Moselle) | Eschbourg          |
| Berling (Moselle)    | Pfalzweyer                      | Eschbourg          |
| Berling (Moselle)    | Vilsberg (Moselle)              | Vilsberg (Moselle) |

### Géologie et relief
La commune se compose de 28,64 hectares de territoires artificialisés (12,56 %), 183,38 hectares de territoires agricoles (80,43 %) et 15,83 hectares de forêts et milieux semi-naturels (6,94 %).
Espaces naturels :
- Cinq espaces protégés hors Natura 2000 :

Vosges du Nord. Réserve de Biosphère, zone tampon,
Moselle sud. Réserve de Biosphère, zone tampon,
Vosges du Nord. Réserve de Biosphère, zone de transition,
Moselle sud. Réserve de Biosphère, zone de transition,
Vosges du Nord. Parc naturel régional.
Sa structure est celle du village-rue, l’immense majorité du village étant adressée sur la rue principale. Seules viennent s’y greffer la vingtaine de maisons autour du petit segment de la rue des écoles, cette seconde rue qui part de la mairie.

#### Un village de fondation, gagné sur la forêt vosgienne
Au nord de Phalsbourg, cela se voit clairement sur une photographie aérienne, la bordure forestière vosgienne a été entamée par un front de colonisation agraire qui a progressé au cours du Moyen Âge, souvent sous l'impulsion des communautés religieuses. Une grande clairière s'ouvre à 5 kilomètres seulement au nord de la ville de Phalsbourg donnant naissance dans l'ordre aux villages de Berling et de Pfalzweyer.
Le paysage agraire qui s'ensuit est homogène dans l'ensemble de cette grande clairière avec ses terroirs villageois dont les parcelles de champs en lanières étirées rappellent que le système dit d'openfield a fonctionné ici aussi, entretenu souvent plus longtemps que dans la plaine lorraine par la présence d'une population d'ouvriers paysans qui a retardé la concentration des fonds. Les grandes exploitations modernes, si elles ne sont pas totalement absentes, marquent cependant assez peu le paysage
Le support géologique gréseux a aussi favorisé la prolifération des carrières d'où on extrayait la pierre de construction.

### Sismicité
Commune située dans une zone 3 de sismicité modérée.

### Hydrographie et les eaux souterraines
Hydrogéologie et climatologie
Système d’information pour la gestion des eaux souterraines du bassin Rhin-Meuse]
Territoire communal : Occupation du sol (Corinne Land Cover); Cours d'eau (BD Carthage),
Géologie : Carte géologique; Coupes géologiques et techniques,
Hydrogéologie : Masses d'eau souterraine; BD Lisa; Cartes piézométriques.
La commune est dans le bassin versant du Rhin au sein du bassin Rhin-Meuse. Elle n'est drainée, selon le référentiel BD Carthage 2017, par aucun cours d'eau. Le référentiel Topage 2022, de précision métrique et plus exhaustif que son prédécesseur, identifie par contre un petit ruisseau prenant sa source sur la commune et s'écoulant vers le sud}.

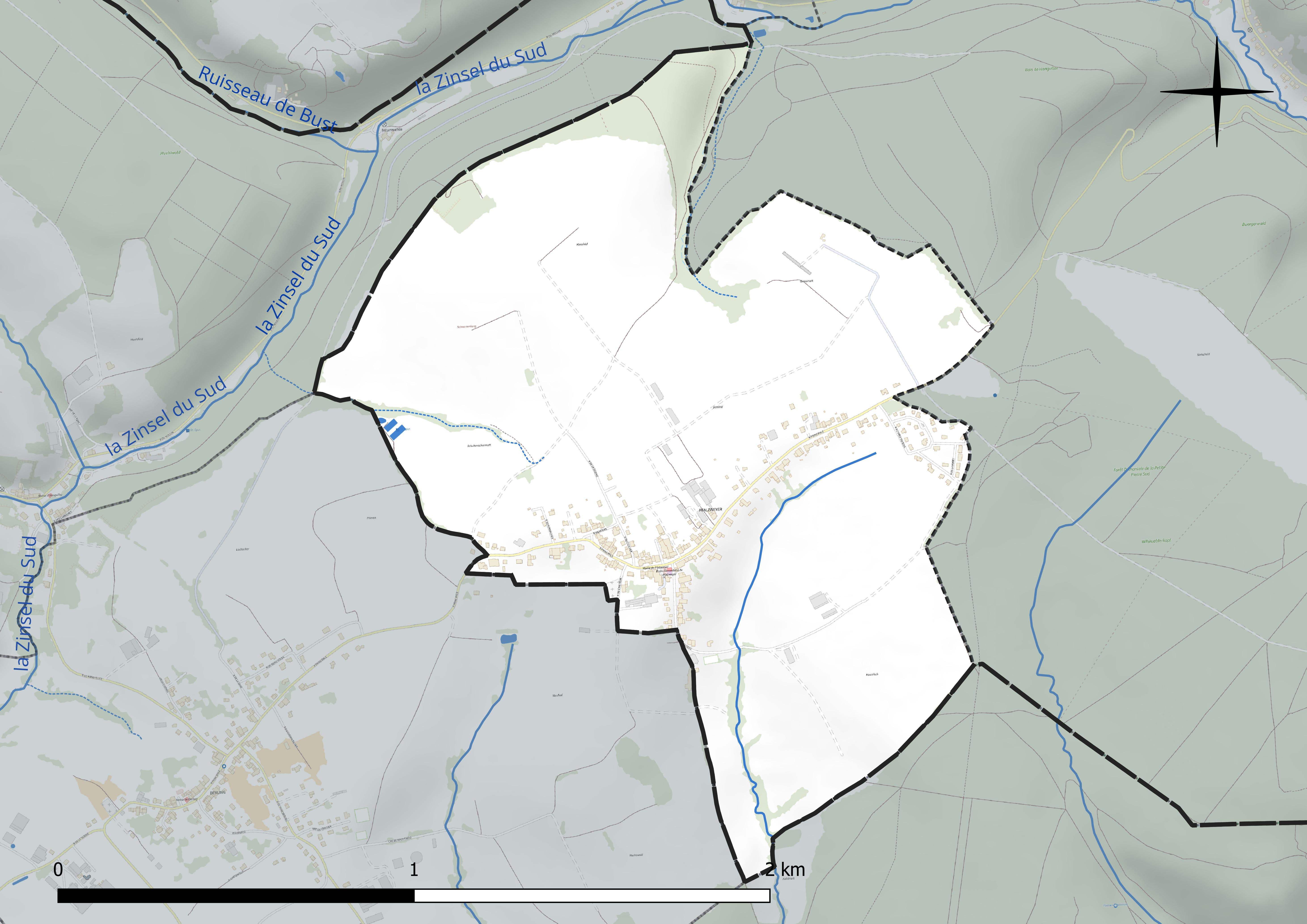
Réseau hydrographique de Pfalzweyer.

### Climat
Pour des articles plus généraux, voir Climat du Grand Est et Climat du Bas-Rhin.
En 2010, le climat de la commune est de type climat des marges montargnardes, selon une étude du Centre national de la recherche scientifique s'appuyant sur une série de données couvrant la période 1971-2000. En 2020, Météo-France publie une typologie des climats de la France métropolitaine dans laquelle la commune est exposée à un climat semi-continental et est dans la région climatique  Vosges, caractérisée par une pluviométrie très élevée (1 500 à 2 000 mm/an) en toutes saisons et un hiver rude (moins de 1 °C).
Pour la période 1971-2000, la température annuelle moyenne est de 9,8 °C, avec une amplitude thermique annuelle de 17,3 °C. Le cumul annuel moyen de précipitations est de 931 mm, avec 12,4 jours de précipitations en janvier et 10,3 jours en juillet. Pour la période 1991-2020, la température moyenne annuelle observée sur la station météorologique de Météo-France la plus proche, « Berg », sur la commune de Berg à 13 km à vol d'oiseau, est de 10,4 °C et le cumul annuel moyen de précipitations est de 801,8 mm. 
La température maximale relevée sur cette station est de 37,4 °C, atteinte le 25 juillet 2019 ; la température minimale est de −16,8 °C, atteinte le 7 février 2012,,.
Les paramètres climatiques de la commune ont été estimés pour le milieu du siècle (2041-2070) selon différents scénarios d'émission de gaz à effet de serre à partir des nouvelles projections climatiques de référence DRIAS-2020. Ils sont consultables sur un site dédié publié par Météo-France en novembre 2022.

### Voies de communications et transports

#### Voies routières
- Autoroute A4 : Échangeurs Phalsbourg, Saverne, Sarre-Union.

#### Transports en commun

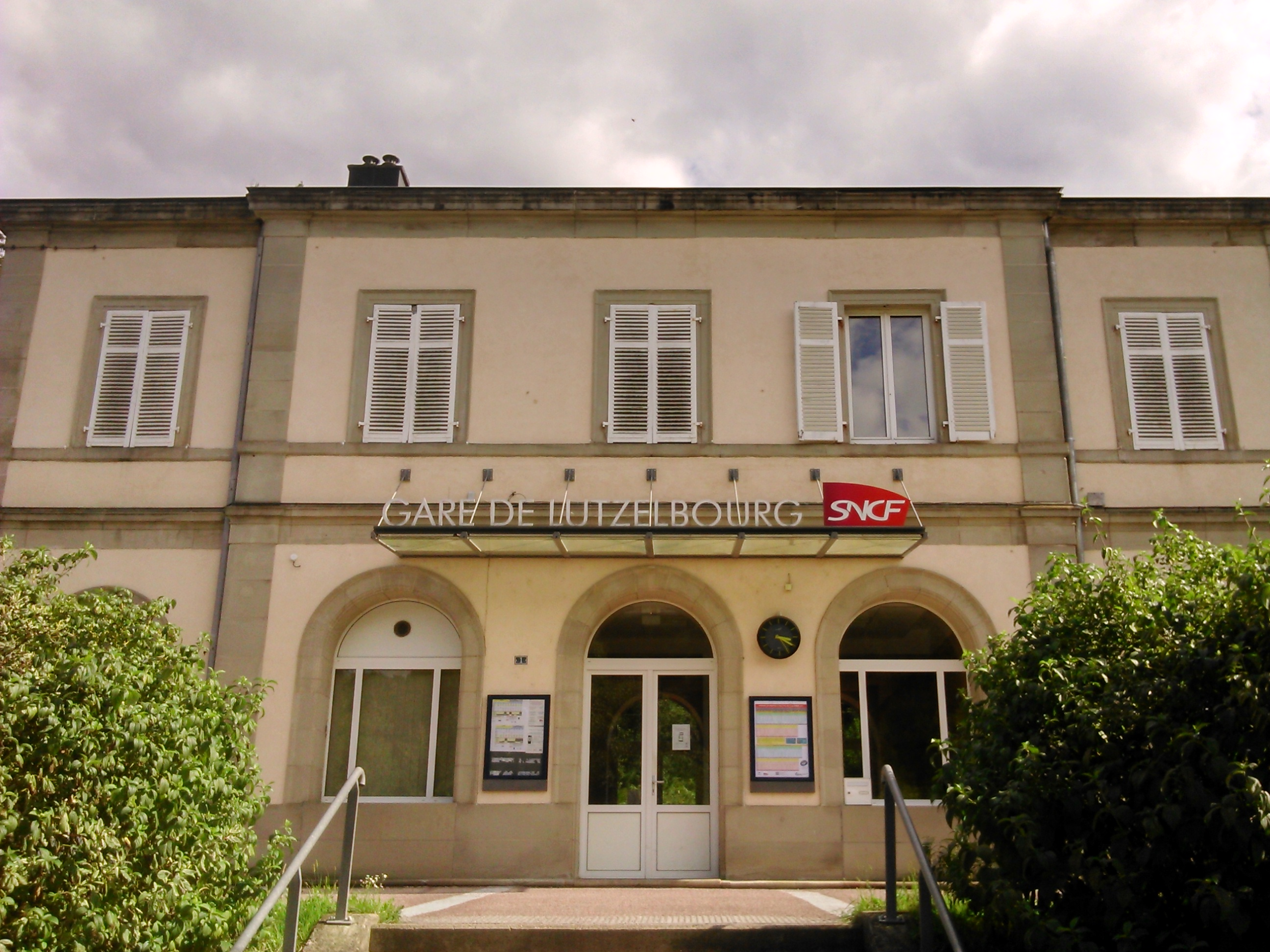
La gare de Lutzelbourg.

- Fluo Grand Est.

- Transports en Alsace.

#### Lignes SNCF
- Gare de Lutzelbourg,
- Gare de Saverne,
- Gare de Zornhoff-Monswiller,
- Gare de Tieffenbach - Struth,
- Gare de Steinbourg.

### Intercommunalité
Commune membre de la Communauté de communes de Hanau-La Petite Pierre.

## Urbanisme

### Typologie
Au 1er janvier 2024, Pfalzweyer est catégorisée commune rurale à habitat dispersé, selon la nouvelle grille communale de densité à sept niveaux définie par l'Insee en 2022.
Elle est située hors unité urbaine et hors attraction des villes,.

### Occupation des sols
L'occupation des sols de la commune, telle qu'elle ressort de la base de données européenne d’occupation biophysique des sols Corine Land Cover (CLC), est marquée par l'importance des territoires agricoles (80,9 % en 2018), en augmentation par rapport à 1990 (77,3 %). La répartition détaillée en 2018 est la suivante : terres arables (47,9 %), zones agricoles hétérogènes (16,9 %), prairies (16,1 %), zones urbanisées (12,5 %), forêts (6,6 %). L'évolution de l’occupation des sols de la commune et de ses infrastructures peut être observée sur les différentes représentations cartographiques du territoire : la carte de Cassini (XVIIIe siècle), la carte d'état-major (1820-1866) et les cartes ou photos aériennes de l'IGN pour la période actuelle (1950 à aujourd'hui).

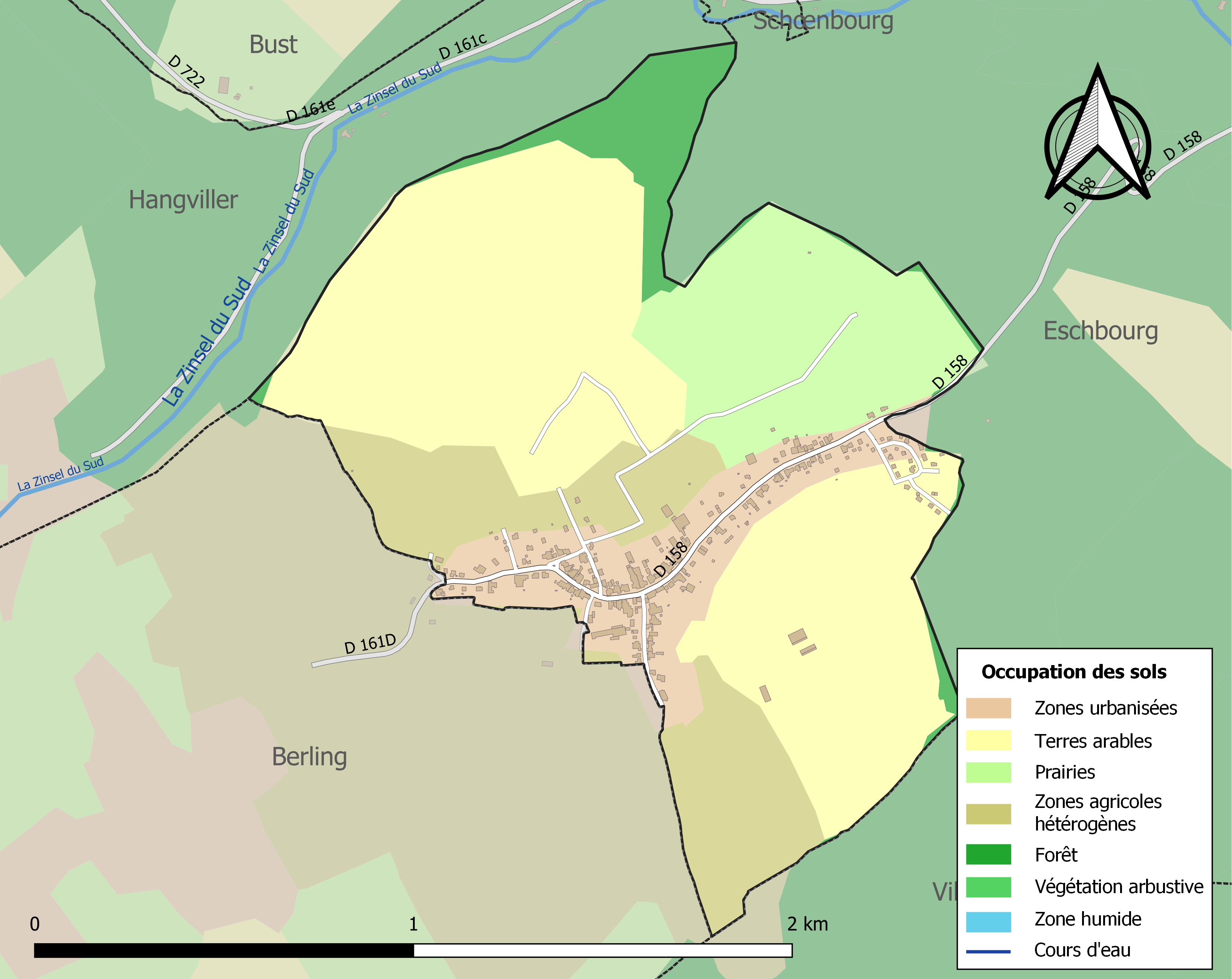
Carte des infrastructures et de l'occupation des sols de la commune en 2018 (CLC).

## Toponymie
- Du germanique pfalz « palais, dignité de comte palatin » + weiher « vivier, étang »[23].

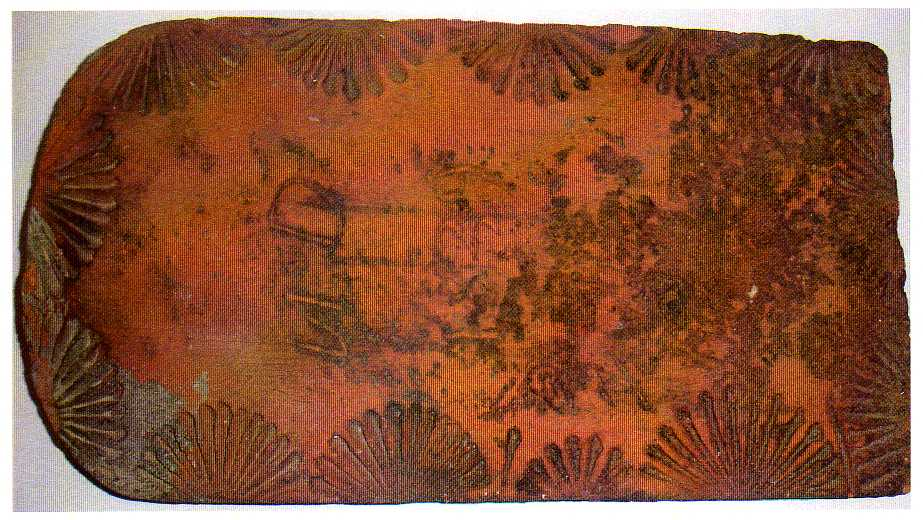
Tuile fabriquée à Pfalzweyer, datée de 1839, avec les initiales ND de son créateur probablement.

- Pfàlzweier en francique rhénan[24].

## Histoire

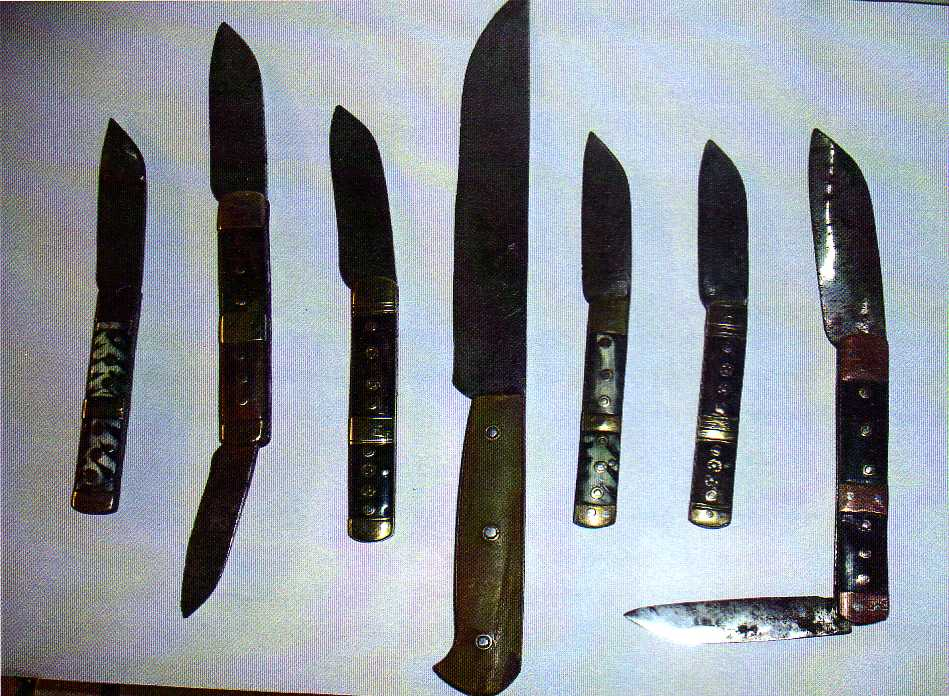
Collection de couteaux créée par Phillipps Adam vers 1890.

Les origines de Pfalzweyer remontent à 1560. Village entièrement détruit pendant la guerre de Trente Ans, c'est vers 1660 qu'une première famille suisse s'y installe.
À partir de 1714, le village se développe avec des paysans alliant les activités agricoles et les activités forestières, ou le travail dans les carrières de grès, les tuileries et coutelleries.
Deux tuileries fonctionnent jusqu'au début du XXe siècle, travail d'antan apprécié dont témoigne des tuiles en terre cuite singée de 1839 et de remarquables couteaux datant des années 1890.
Le village en 2011 compte 320 habitants, trois exploitations agricoles, une dizaine d'entreprises qui génèrent une soixantaine d'emplois.

### Émigrés aux États-Unis
Au XVIIIe siècle, il semble qu'au moins deux familles Zurbrick de Pfalzweyer aient émigré vers la région des Grands lacs aux États-Unis (Indiana et Ohio).

## Politique et administration
| Période                                  | Période                   | Identité                                           | Étiquette | Qualité      |
| ---------------------------------------- | ------------------------- | -------------------------------------------------- | --------- | ------------ |
| Les données manquantes sont à compléter. |                           |                                                    |           |              |
| avant 1988                               | ?                         | Charles Weiss                                      |           |              |
| mars 2001                                | En cours (au 31 mai 2020) | Daniel Holzscherer, Réélu pour le mandat 2020-2026 |           | Ancien cadre |

### Budget et fiscalité 2023

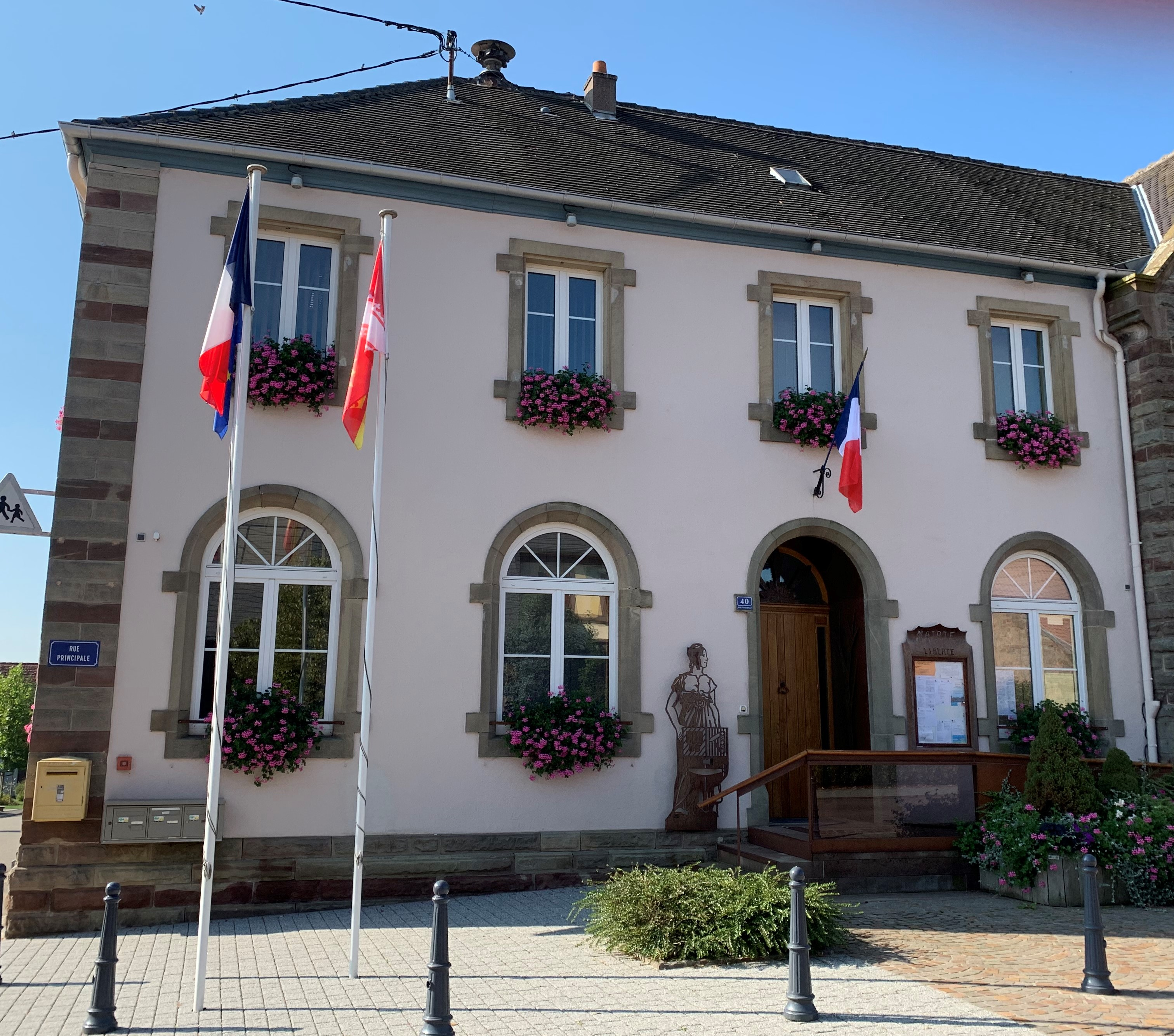
Façade de la mairie.

En 2023, le budget de la commune était constitué ainsi :
- total des produits de fonctionnement : 258 000 €, soit 491 € par habitant ;
- total des charges de fonctionnement : 230 000 €, soit 706 € par habitant ;
- total des ressources d'investissement : 131 000 €, soit 403 € par habitant ;
- total des emplois d'investissement : 122 000 €, soit 373 € par habitant ;
- endettement : 46 000 €, soit 142 € par habitant.

Avec les taux de fiscalité suivants :
- taxe d'habitation : 11,02 % ;
- taxe foncière sur les propriétés bâties : 26,19 % ;
- taxe foncière sur les propriétés non bâties : 50,63 % ;
- taxe additionnelle à la taxe foncière sur les propriétés non bâties : 0,00 % ;
- cotisation foncière des entreprises : 0,00 %.

Chiffres clés Revenus et pauvreté des ménages en 2021 : médiane en 2021 du revenu disponible, par unité de consommation : 25 390 €.

## Population et société

### Démographie

#### Évolution démographique
L'évolution du nombre d'habitants est connue à travers les recensements de la population effectués dans la commune depuis 1793. Pour les communes de moins de 10 000 habitants, une enquête de recensement portant sur toute la population est réalisée tous les cinq ans, les populations de référence des années intermédiaires étant quant à elles estimées par interpolation ou extrapolation. Pour la commune, le premier recensement exhaustif entrant dans le cadre du nouveau dispositif a été réalisé en 2004.

En 2022, la commune comptait 324 habitants, en évolution de +0,31 % par rapport à 2016 (Bas-Rhin : +3,17 %, France hors Mayotte : +2,11 %).
| 1793 | 1800 | 1806 | 1821 | 1831 | 1836 | 1841 | 1846 | 1851 |
| ---- | ---- | ---- | ---- | ---- | ---- | ---- | ---- | ---- |
| 173  | 181  | 205  | 321  | 325  | 305  | 276  | 288  | 292  |

| 1856 | 1861 | 1866 | 1871 | 1875 | 1880 | 1885 | 1890 | 1895 |
| ---- | ---- | ---- | ---- | ---- | ---- | ---- | ---- | ---- |
| 280  | 289  | 286  | 309  | 313  | 310  | 298  | 307  | 317  |

| 1900 | 1905 | 1910 | 1921 | 1926 | 1931 | 1936 | 1946 | 1954 |
| ---- | ---- | ---- | ---- | ---- | ---- | ---- | ---- | ---- |
| 314  | 333  | 324  | 296  | 302  | 285  | 295  | 304  | 308  |

| 1962 | 1968 | 1975 | 1982 | 1990 | 1999 | 2004 | 2006 | 2009 |
| ---- | ---- | ---- | ---- | ---- | ---- | ---- | ---- | ---- |
| 307  | 309  | 307  | 288  | 307  | 309  | 296  | 283  | 313  |

| 2014 | 2019 | 2022 | - | - | - | - | - | - |
| ---- | ---- | ---- | - | - | - | - | - | - |
| 314  | 318  | 324  | - | - | - | - | - | - |

### Enseignement
Établissements d'enseignements :
- Écoles maternelle et primaire.
- Collèges à Phalsbourg, Drulingen, Saverne.
- Lycées à Phalsbourg, Saverne.

### Santé
Professionnels et établissements de santé :
- Médecins à Phalsbourg, Dannelbourg, Drulingen, La Petite-Pierre, Dossenheim-sur-Zinsel, Arzviller.
- Pharmacies à Phalsbourg, Lutzelbourg, Drulingen, La Petite-Pierre, Garrebourg, Neuwiller-lès-Saverne, Monswiller, Saverne.
- Hôpitaux à Phalsbourg, Saverne, Niderviller, Sarrebourg, Reutenbourg, Ingwiller.

### Cultes
- Culte protestant, Paroisse de Hangviller (Berling, Metting, Pfalzweyer)[36].
- Culte catholique, Communauté de paroisses des clochers du Kirchberg[37], Diocèse de Strasbourg.

## Économie

### Entreprises et commerces

#### Agriculture
- Élevage de vaches laitières.
- Élevage d'autres bovins et de buffles.
- Culture de céréales, de légumineuses et de graines oléagineuses.
- Culture et élevage associés.
- Élevage d'autres animaux.

#### Tourisme
- Hébergements et restauration à Berling, Grauflhal, Eschbourg, Metting.

#### Commerces
- Commerces et services de proximité[38].

## Culture locale et patrimoine

### Lieux et monuments
- Église protestante : construite en 1860[39], l'ancien clocher est remplacé en 1887 par l'actuelle tour-porche, comme le mentionne le millésime gravé sur le tympan de la porte. L’église est orientée nord sud. Le mur ouest de la nef est mitoyen avec celui de la mairie. Seul le mur pignon nord et la tour-porche sont en pierres de taille (grès des Vosges) dites de moyen appareil. Deux vitraux des ateliers Werlé ont trouvé place dans l'église rénovée en 1955. Ils représentent la naissance et la résurrection du Christ. Notons  qu’avant la construction de l'église, les fidèles se réunissaient dans une maison privée depuis 1819[40].

Orgue de Paul Adam, 1955.
Aiguière et bassin de baptême.
Le mobilier de l'église de protestants.
- Monuments de commémoration : Conflits commémorés : Guerres 1914-1918[44] - 1939-1945[45].
- Champ de tir de Pfalzweyer[46],[47],[48].
- Cimetière[49],[50].
- Patrimoine architectural rural recensé par le service régional de l'Inventaire général du patrimoine culturel : Maisons et Fermes[51],[52],[53].

### Galerie

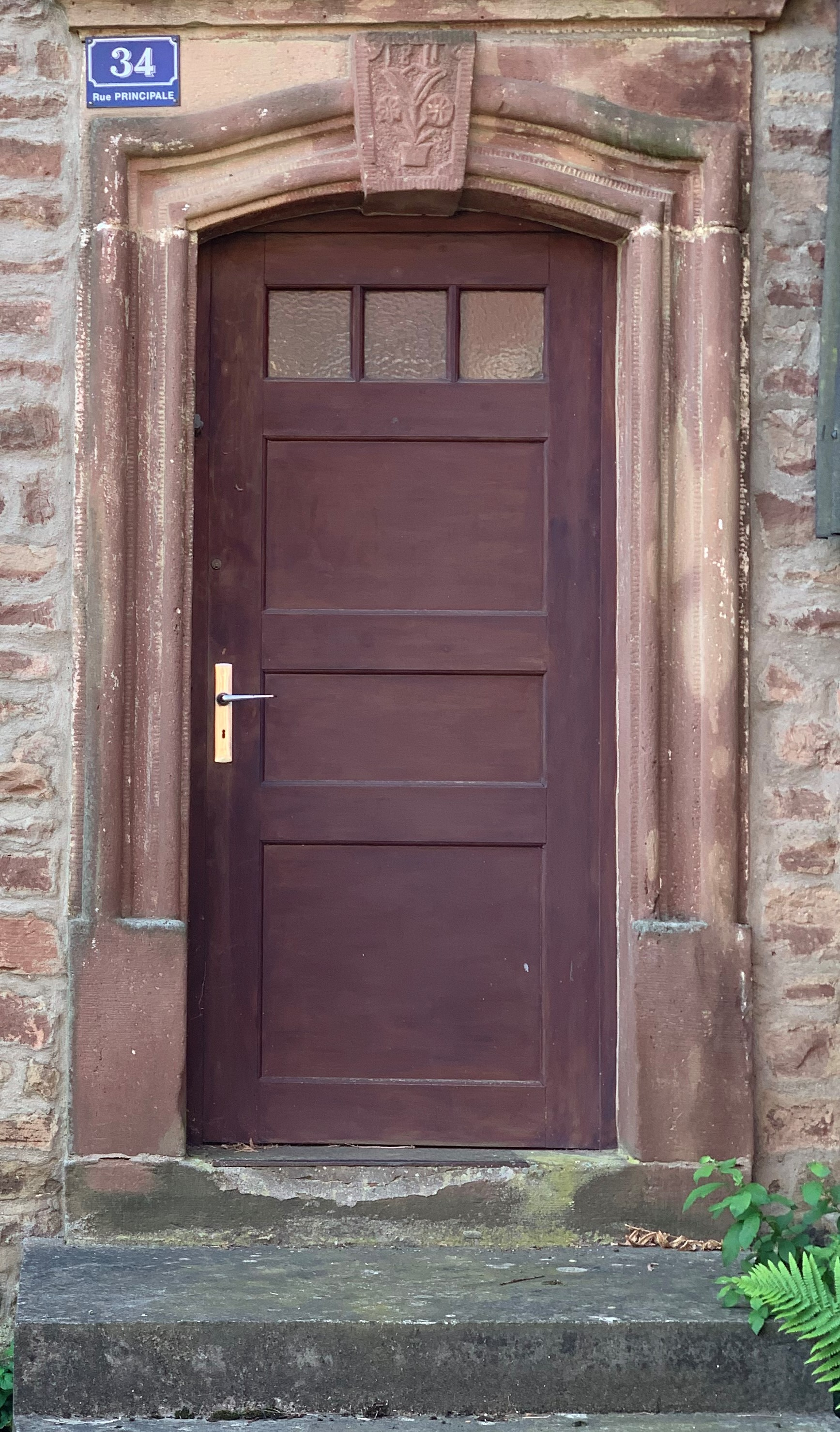
Porte avec un linteau daté de 1811 dans la rue Principale.
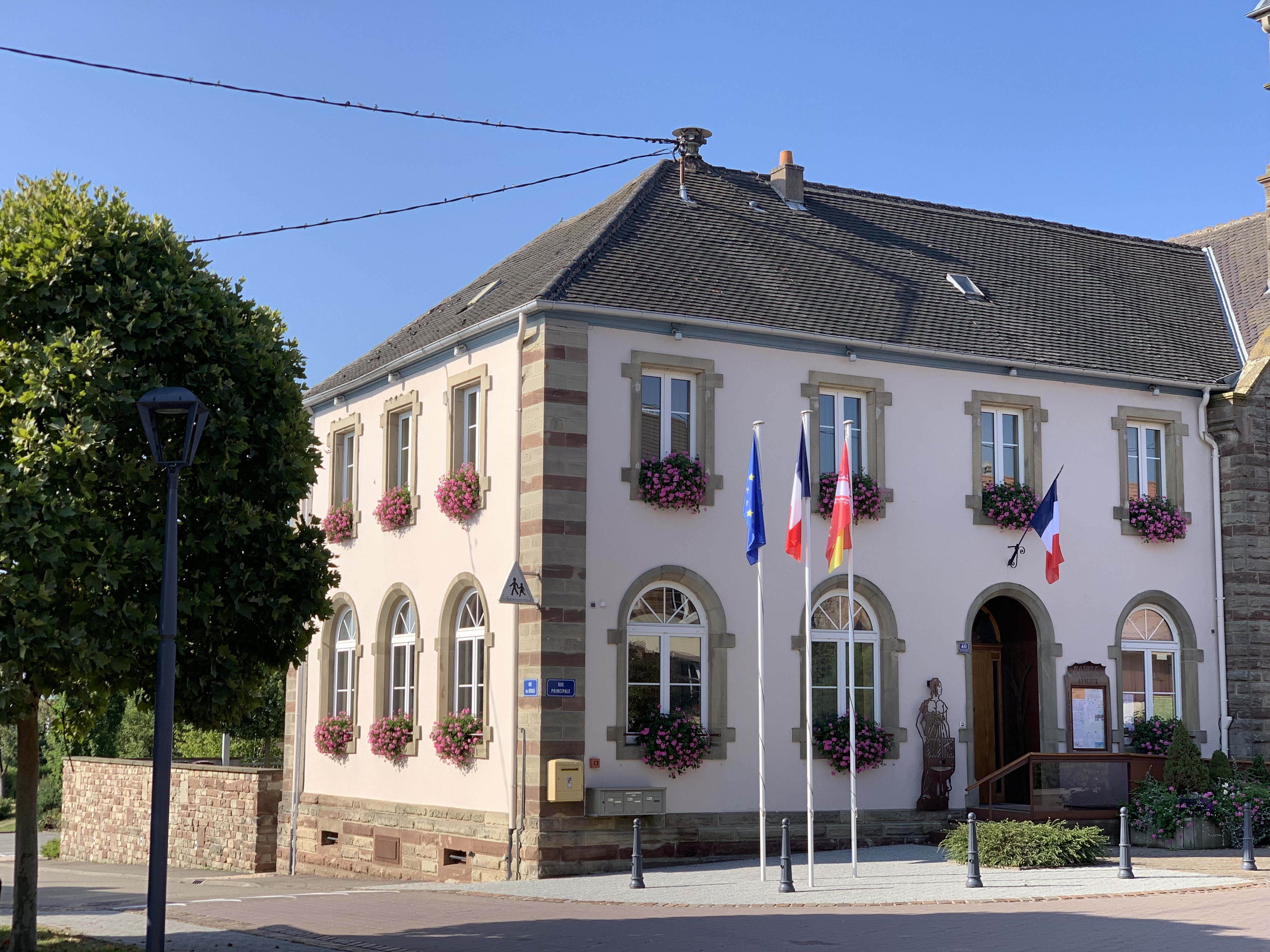
Mairie de Pfalzweyer.
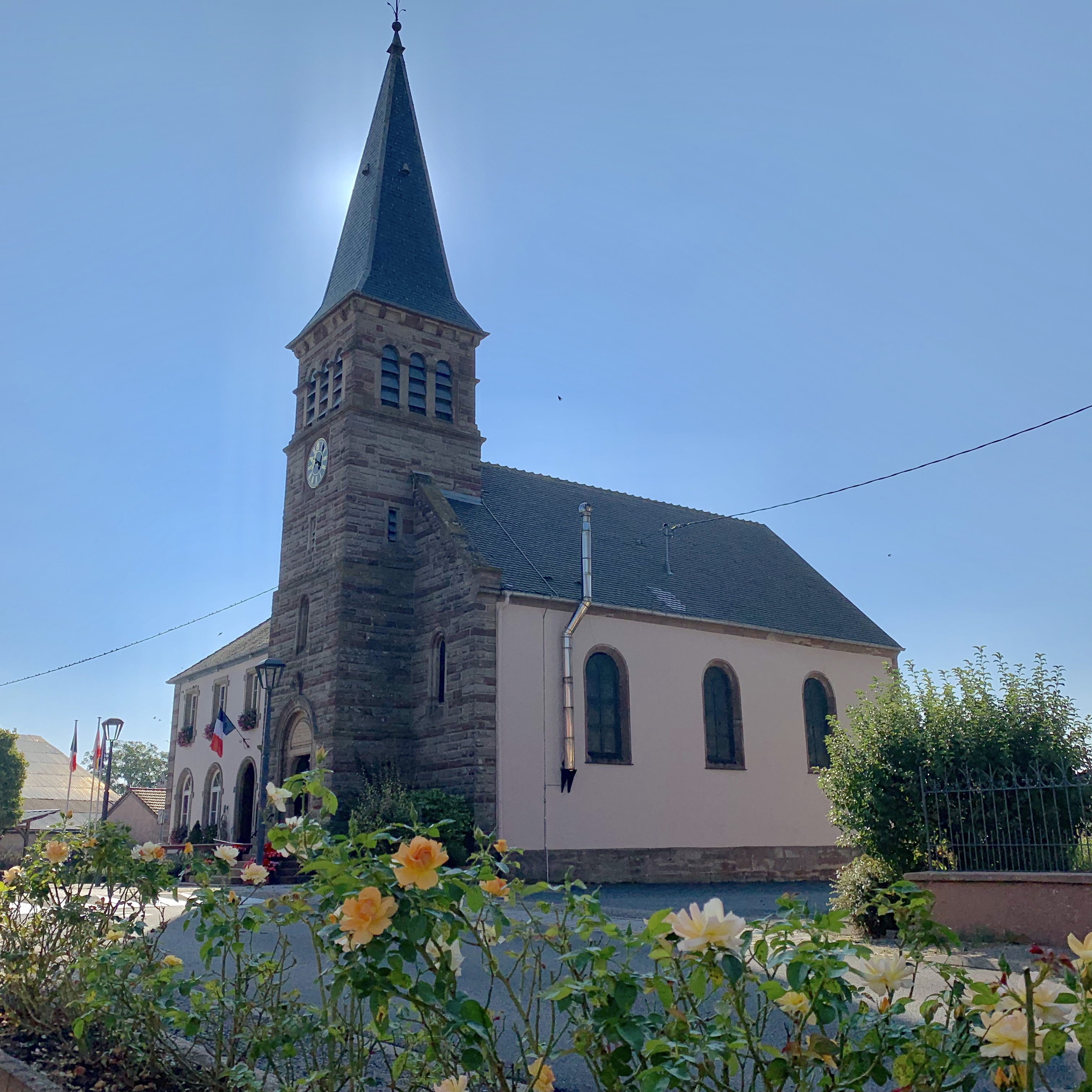
Église de Pfalzweyer.
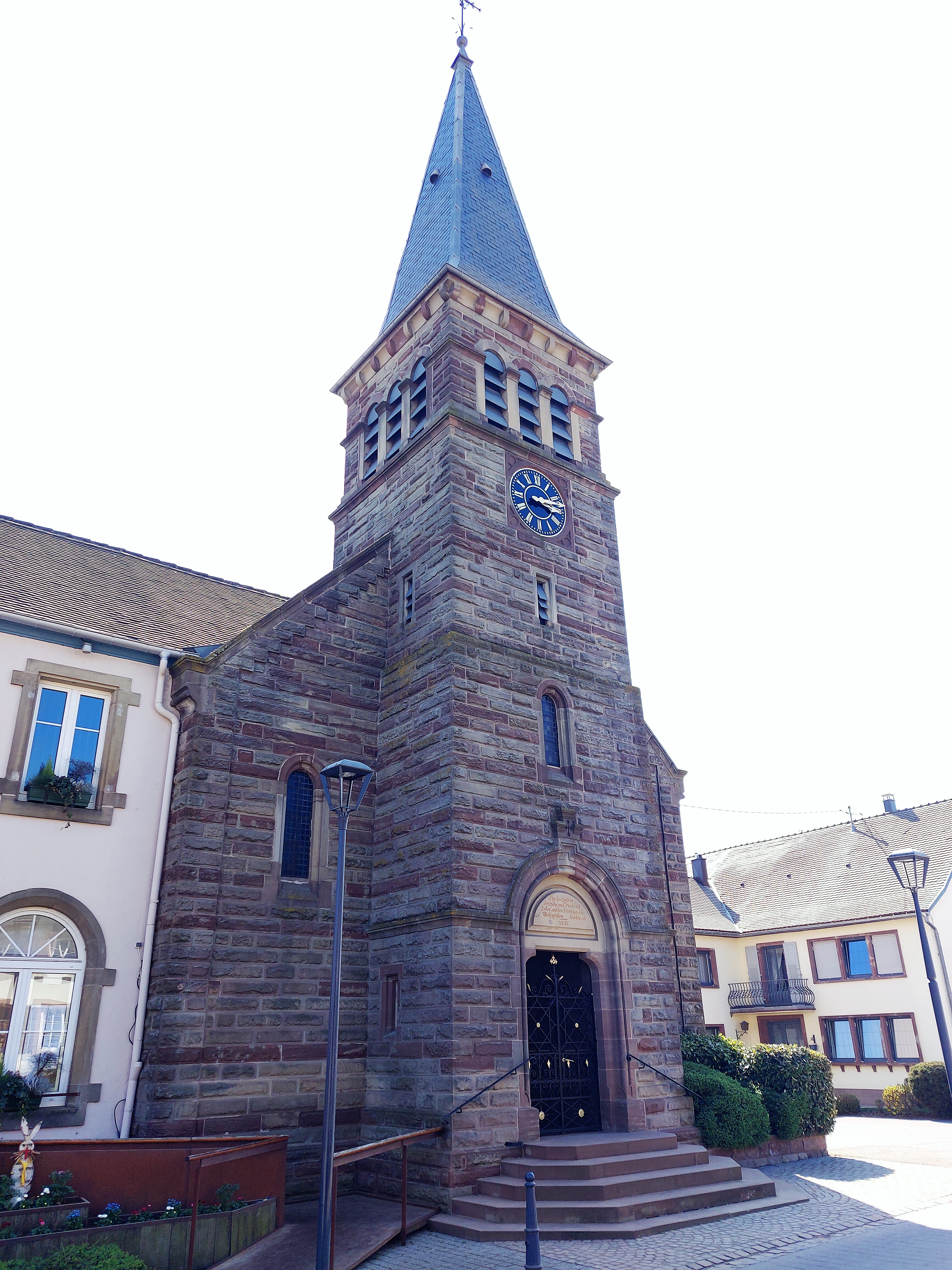
Église protestante.
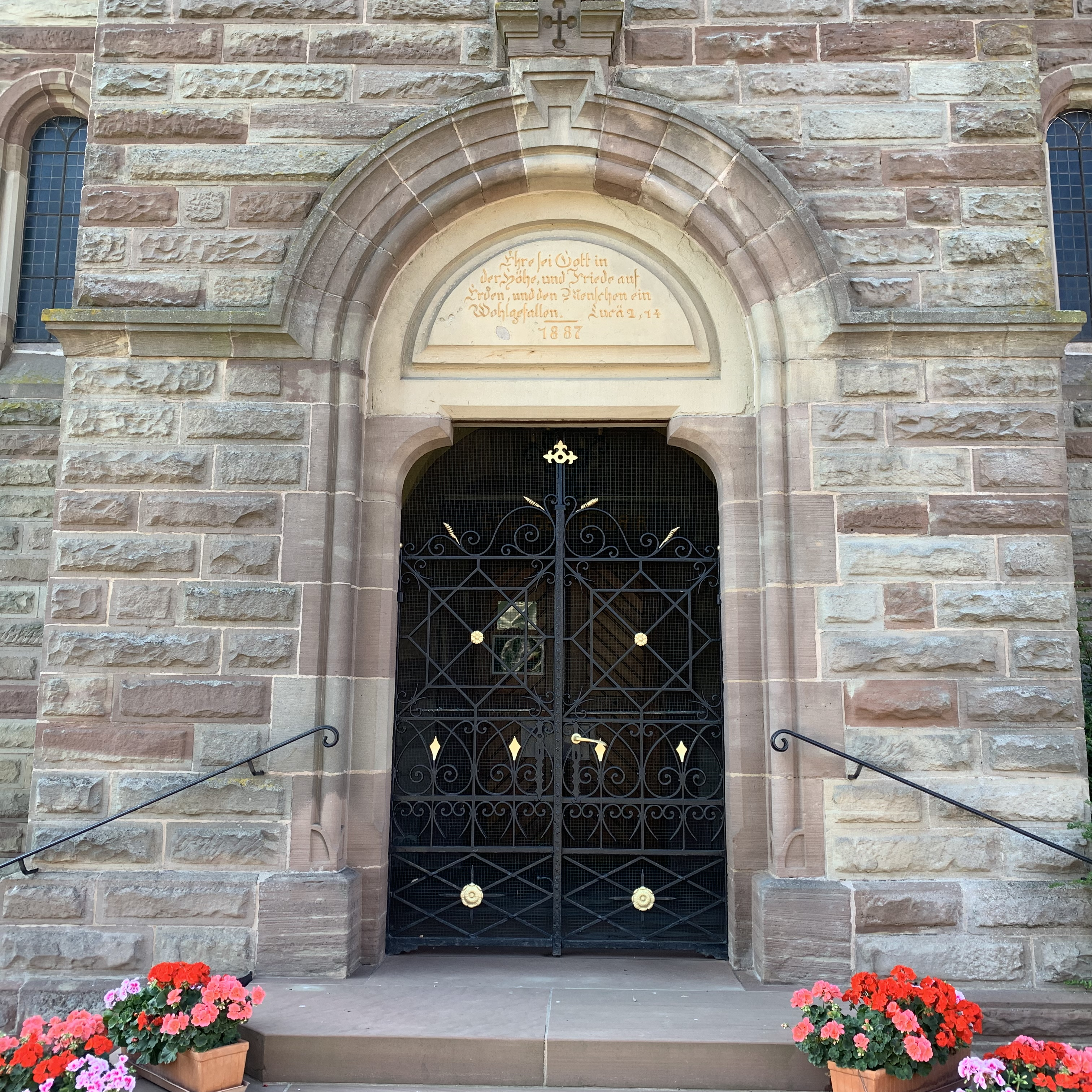
Porche de l'église avec un verset en allemand.

### Personnalités liées à la commune
- Erckmann-Chatrian (1822-1899), écrivain français. Sa quinquisaïeule (la grand-mère du grand-père de sa grand-mère), Anna Zer (1609-1688), est née à Pfazlweyer.
- Louise Weiss (1893-1983), journaliste, femme de lettres, féministe, femme politique, doyenne des députés au Parlement européen, fille de Paul Louis Weiss ingénieur et haut fonctionnaire français issu d'une famille protestante originaire de La Petite-Pierre, ont une aïeule, Anne-Catherine Serva, née en 1609 à Pfalzweyer.

### Héraldique
| Blason de Pfalzweyer | Blason  | Coupé : au premier parti au I d'argent aux cinq tuiles plates de gueules superposées trois et deux et au II de gueules au couteau pliant ouvert d'argent, le manche au naturel, la lame en chef en barre et le poinçon en pointe en bande, au second de sinople à la hache de bûcheron contournée d'argent, emmanchée d'or, à la scie de long aussi d'argent posée en fasce aux deux poignées aussi d'or, brochant sur la hache. |
| Blason de Pfalzweyer | Détails | |